# يوم الغضب (ترنيمة)

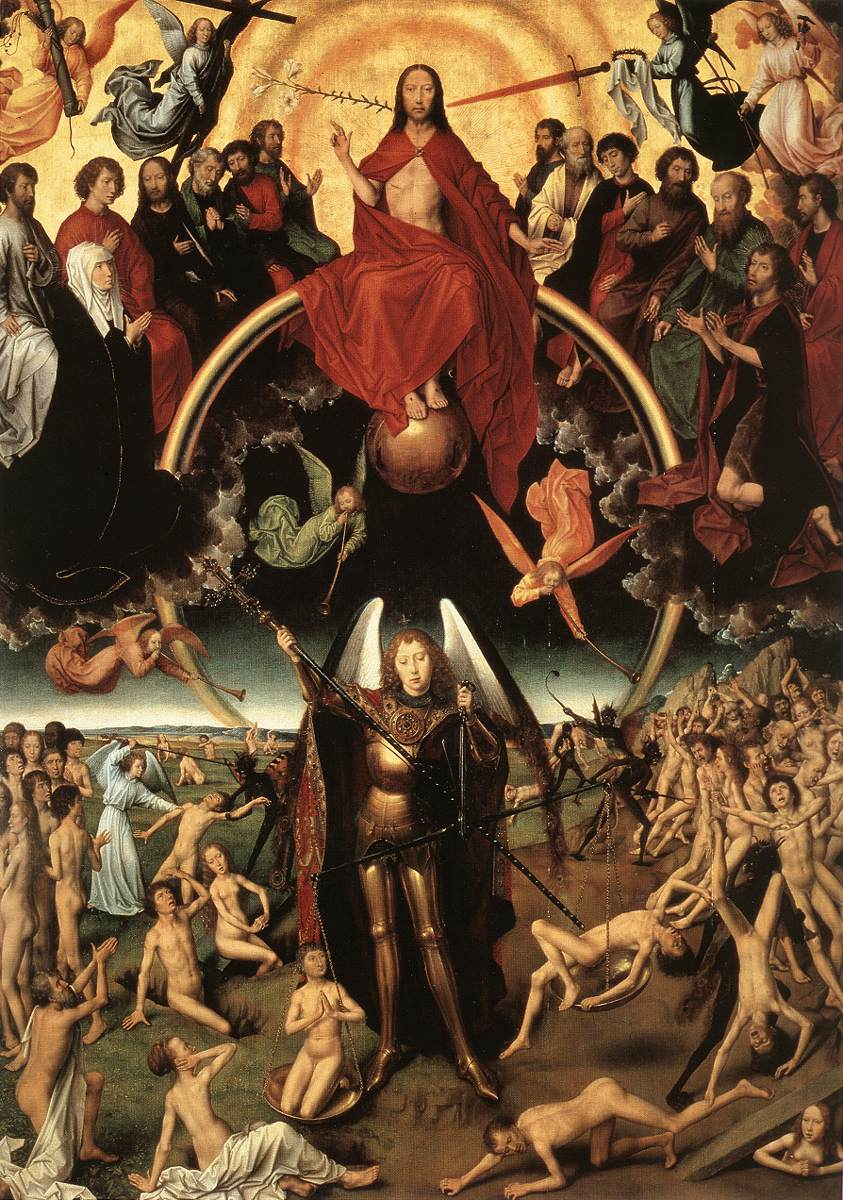
لوحة ثلاثية الدرفات ل هَنس مِملنغ

يوم الغضب (باللاتينية: Dies irae) هو مقطع لاتيني يُنسب إلى توما من سيلانو الفرنسيسكاني (1200-1265) أو لاتينو مَلبْرَنكة أُرسيني (ت 1294) أستاذ في الدومينيكانية في القديسة سَبينة رائد جامعة القديس توما الأكويني في رومة. يعود المقطع إلى القرن الثالث عشر على أبعد تقدير مع أنه من المحتمل أنه أقدم بكثير حيث تعزو بعض المصادر أصله إلى القديس غَرِيغُوري الكبير (ت 604) بِرنَرد من كليرفو (1090-1153) ، أو بُنَفِنتُور . (1221-1274).
إنها قصيدة بلغة لاتينية العصور الوسطى تتميز بإجهادها وخطوطها المقفلة . الوزن هو التَّروِيشَة [الإنجليزية]. تصف القصيدة يوم القيامة والبوق الذي يستدعي النفوس أمام عرش الله حيث سيجري تسليم المخلّصين ويلقي غير المخلّصين في اللهب الأبدي. يشتهر باستخدامه في قداس الطقوس الرومية ( قداس الموتى أو قداس الجنازة). توجد نسخة باللغة الإنكليزية في العديد من كتب الخدمة الإنجيلية بالتواصل. اللحن الأول الذي عُيّن لهذه الكلمات وهو ترنيمة جريجورية هو واحد من أكثر اللحن المقتبس في الأدب الموسيقي والذي يظهر في أعمال العديد من الملحنين. المقطع الأخير فيغلب جعله أغنيةً مستقلة.